# Reinvestierte Erträge
Reinvestierte Erträge (auch als einbehaltene Gewinne bezeichnet) bilden neben dem Erwerb von Beteiligungskapital und konzerninternen Kredittransaktionen die dritte Hauptkomponente der Direktinvestitionsflüsse. 
Sie ergeben sich aus dem konsolidierten Gewinn der ausländisch beherrschten Tochtergesellschaft (inkl. ihren Tochtergesellschaften und Filialen) in einer gewissen Periode nach Steuern abzüglich der in der entsprechenden Periode fälligen Dividendenzahlungen an den ausländischen Direktinvestor (=Transferierte Erträge). 
Es handelt sich bei reinvestierten Erträgen um rein fiktive Transaktionen. Die einbehaltenen Gewinne werden als Einkommen betrachtet, das an die Investoren ausbezahlt und unmittelbar wieder reinvestiert wird.
Zusammen mit den an den Direktinvestor transferierten Dividenden fließen die reinvestierten Erträge zusätzlich in die Position Kapitaleinkommen der Ertragsbilanz ein.

## Quelle
OECD: Benchmark Definition of Foreign Direct Investment, 3rd Edition 1996, Paris.